# Qatars Grand Prix 2023
Qatars Grand Prix 2023, officiellt Formula 1 Qatar Airways Qatar Grand Prix 2023, var ett Formel 1-lopp som kördes den 8 oktober 2023 på Losail International Circuit i Lusail i Qatar. Loppet var det artonde ingående i Formel 1-säsongen 2023 och kördes över 57 varv.

## Bakgrund

### Ställning i mästerskapet före loppet
| Pos. | Förare           | Poäng |
| ---- | ---------------- | ----- |
| 1 ▬  | Max Verstappen   | 400   |
| 2 ▬  | Sergio Pérez     | 223   |
| 3 ▬  | Lewis Hamilton   | 190   |
| 4 ▬  | Fernando Alonso  | 174   |
| 5 ▬  | Carlos Sainz Jr. | 150   |

| Pos. | Konstruktör           | Poäng |
| ---- | --------------------- | ----- |
| 1 ▬  | Red Bull              | 623   |
| 2 ▬  | Mercedes              | 305   |
| 3 ▬  | Ferrari               | 285   |
| 4 ▬  | Aston Martin-Mercedes | 221   |
| 5 ▬  | McLaren-Mercedes      | 172   |

- Notering: Endast de fem bästa placeringarna i vardera mästerskap finns med på listorna.

### Deltagare
Förarna och teamen var desamma som säsongens anmälningslista förutom Daniel Ricciardo som ersattes av Liam Lawson efter hans krasch i Nederländernas Grand Prix.

### Däckval
Däckleverantören Pirelli tog med sig däckblandningarna C1, C2 och C3 (betecknade hårda, medium respektive mjuka) för stallen att använda under tävlingshelgen.

## Träningspasset
Ett träningspass ägde rum under fredagen som varade under en timme.

## Kvalet
Kvalet ägde rum klockan 20:00 lokal tid (UTC+03:00) den 6 oktober 2023 och varade i en timme.
| Pos.                    | Nr. | Förare           | Konstruktör                | Kvaltider | Kvaltider | Kvaltider | Start- grid |
| Pos.                    | Nr. | Förare           | Konstruktör                | Q1        | Q2        | Q3        | Start- grid |
| ----------------------- | --- | ---------------- | -------------------------- | --------- | --------- | --------- | ----------- |
| 1                       | 1   | Max Verstappen   | Red Bull Racing-Honda RBPT | 1:25.007  | 1:24.483  | 1:23.778  | 1           |
| 2                       | 63  | George Russell   | Mercedes                   | 1:25.334  | 1:24.827  | 1:24.219  | 2           |
| 3                       | 44  | Lewis Hamilton   | Mercedes                   | 1:26.076  | 1:24.381  | 1:24.305  | 3           |
| 4                       | 14  | Fernando Alonso  | Aston Martin-Mercedes      | 1:25.223  | 1:25.241  | 1:24.369  | 4           |
| 5                       | 16  | Charles Leclerc  | Ferrari                    | 1:25.452  | 1:25.079  | 1:24.424  | 5           |
| 6                       | 81  | Oscar Piastri    | McLaren-Mercedes           | 1:25.266  | 1:24.724  | 1:24.540  | 6           |
| 7                       | 10  | Pierre Gasly     | Alpine-Renault             | 1:25.566  | 1:24.918  | 1:24.553  | 7           |
| 8                       | 31  | Esteban Ocon     | Alpine-Renault             | 1:25.711  | 1:24.928  | 1:24.763  | 8           |
| 9                       | 77  | Valtteri Bottas  | Alfa Romeo-Ferrari         | 1:26.038  | 1:25.297  | 1:25.058  | 9           |
| 10                      | 4   | Lando Norris     | McLaren-Mercedes           | 1:25.131  | 1:24.685  | Ingen tid | 10          |
| 11                      | 22  | Yuki Tsunoda     | AlphaTauri-Honda RBPT      | 1:26.058  | 1:25.301  | N/A       | 11          |
| 12                      | 55  | Carlos Sainz Jr. | Ferrari                    | 1:25.808  | 1:25.328  | N/A       | 12          |
| 13                      | 11  | Sergio Pérez     | Red Bull Racing-Honda RBPT | 1:25.991  | 1:25.462  | N/A       | PL1         |
| 14                      | 23  | Alexander Albon  | Williams-Mercedes          | 1:26.118  | 1:25.707  | N/A       | 13          |
| 15                      | 27  | Nico Hülkenberg  | Haas-Ferrari               | 1:25.904  | 1:25.783  | N/A       | 14          |
| 16                      | 2   | Logan Sargeant   | Williams-Mercedes          | 1:26.210  | N/A       | N/A       | 15          |
| 17                      | 18  | Lance Stroll     | Aston Martin-Mercedes      | 1:26.345  | N/A       | N/A       | 16          |
| 18                      | 40  | Liam Lawson      | AlphaTauri-Honda RBPT      | 1:26.635  | N/A       | N/A       | 17          |
| 19                      | 20  | Kevin Magnussen  | Haas-Ferrari               | 1:27.046  | N/A       | N/A       | 18          |
| 20                      | 24  | Zhou Guanyu      | Alfa Romeo-Ferrari         | 1:27.432  | N/A       | N/A       | 19          |
| 107 %-gränsen: 1:30.957 |     |                  |                            |           |           |           |             |
| Källor:                 |     |                  |                            |           |           |           |             |

Noter
- ^1 – Sergio Pérez fick starta loppet från depån efter att ha brytit mot parc fermé.[9][10]

## Sprint shootout
Sprint shootout var planerat att köras klockan 16:00 lokal tid (UTC+03:00) den 7 oktober 2023, men sköts fram till 16:20 lokal tid samma dag.
| Pos.                    | Nr. | Förare           | Konstruktör                | Kvaltider | Kvaltider | Kvaltider | Sprint- grid |
| Pos.                    | Nr. | Förare           | Konstruktör                | SQ1       | SQ2       | SQ3       | Sprint- grid |
| ----------------------- | --- | ---------------- | -------------------------- | --------- | --------- | --------- | ------------ |
| 1                       | 81  | Oscar Piastri    | McLaren-Mercedes           | 1:25.979  | 1:25.496  | 1:24.454  | 1            |
| 2                       | 4   | Lando Norris     | McLaren-Mercedes           | 1:25.672  | 1:24.947  | 1:24.536  | 2            |
| 3                       | 1   | Max Verstappen   | Red Bull Racing-Honda RBPT | 1:25.510  | 1:25.199  | 1:24.646  | 3            |
| 4                       | 63  | George Russell   | Mercedes                   | 1:25.413  | 1:25.027  | 1:24.841  | 4            |
| 5                       | 55  | Carlos Sainz Jr. | Ferrari                    | 1:25.872  | 1:25.433  | 1:25.155  | 5            |
| 6                       | 16  | Charles Leclerc  | Ferrari                    | 1:26.266  | 1:25.367  | 1:25.247  | 6            |
| 7                       | 27  | Nico Hülkenberg  | Haas-Ferrari               | 1:26.450  | 1:25.499  | 1:25.320  | 7            |
| 8                       | 11  | Sergio Peréz     | Red Bull Racing-Honda RBPT | 1:26.123  | 1:25.143  | 1:25.382  | 8            |
| 9                       | 14  | Fernando Alonso  | Aston Martin-Mercedes      | 1:25.936  | 1:25.344  | Ingen tid | 9            |
| 10                      | 31  | Esteban Ocon     | Alpine-Renault             | 1:26.072  | 1:25.510  | Ingen tid | 10           |
| 11                      | 10  | Pierre Gasly     | Alpine-Renault             | 1:25.829  | 1:25.686  | N/A       | 11           |
| 12                      | 44  | Lewis Hamilton   | Mercedes                   | 1:26.424  | 1:25.962  | N/A       | 12           |
| 13                      | 77  | Valtteri Bottas  | Alfa Romeo-Ferrari         | 1:26.449  | 1:26.236  | N/A       | 13           |
| 14                      | 40  | Liam Lawson      | AlphaTauri-Honda RBPT      | 1:26.202  | 1:26.584  | N/A       | 14           |
| 15                      | 24  | Zhou Guanyu      | Alfa Romeo-Ferrari         | 1:26.669  | 1:54.546  | N/A       | 15           |
| 16                      | 18  | Lance Stroll     | Aston Martin-Mercedes      | 1:26.849  | N/A       | N/A       | 16           |
| 17                      | 23  | Alexander Albon  | Williams-Mercedes          | 1:26.862  | N/A       | N/A       | 17           |
| 18                      | 22  | Yuki Tsunoda     | AlphaTauri-Honda RBPT      | 1:26.926  | N/A       | N/A       | 18           |
| 19                      | 20  | Kevin Magnussen  | Haas-Ferrari               | 1:27.438  | N/A       | N/A       | 19           |
| 107 %-gränsen: 1:31.391 |     |                  |                            |           |           |           |              |
| —                       | 2   | Logan Sargeant   | Williams-Mercedes          | 2:05.741  | N/A       | N/A       | 201          |
| Källor:                 |     |                  |                            |           |           |           |              |

Noter
- ^1 – Logan Sargeant lyckades inte sätta en tid över 107 %-gränsen men fick tillåtelse av tävlingsledningen att starta sprinten ändå.

## Sprint
Sprinten kördes klockan 20:30 lokal tid (UTC+03:00) och kördes över 19 varv.
| Pos.                                                                             | No. | Förare           | Konstruktör                | Varv | Tid/Bröt        | Grid | Poäng |
| -------------------------------------------------------------------------------- | --- | ---------------- | -------------------------- | ---- | --------------- | ---- | ----- |
| 1                                                                                | 81  | Oscar Piastri    | McLaren-Mercedes           | 19   | 35:01.297       | 1    | 8     |
| 2                                                                                | 1   | Max Verstappen   | Red Bull Racing-Honda RBPT | 19   | +1.871          | 3    | 7     |
| 3                                                                                | 4   | Lando Norris     | McLaren-Mercedes           | 19   | +8.497          | 2    | 6     |
| 4                                                                                | 63  | George Russell   | Mercedes                   | 19   | +11.036         | 4    | 5     |
| 5                                                                                | 44  | Lewis Hamilton   | Mercedes                   | 19   | +17.314         | 12   | 4     |
| 6                                                                                | 55  | Carlos Sainz Jr. | Ferrari                    | 19   | +18.806         | 5    | 3     |
| 7                                                                                | 23  | Alexander Albon  | Williams-Mercedes          | 19   | +19.864         | 17   | 2     |
| 8                                                                                | 14  | Fernando Alonso  | Aston Martin-Mercedes      | 19   | +21.180         | 9    | 1     |
| 9                                                                                | 10  | Pierre Gasly     | Alpine-Renault             | 19   | +21.742         | 11   |       |
| 10                                                                               | 77  | Valtteri Bottas  | Alfa Romeo-Ferrari         | 19   | +22.208         | 13   |       |
| 11                                                                               | 22  | Yuki Tsunoda     | AlphaTauri-Honda RBPT      | 19   | +22.863         | 18   |       |
| 12                                                                               | 16  | Charles Leclerc  | Ferrari                    | 19   | +24.8601        | 6    |       |
| 13                                                                               | 20  | Kevin Magnussen  | Haas-Ferrari               | 19   | +24.970         | 19   |       |
| 14                                                                               | 24  | Zhou Guanyu      | Alfa Romeo-Ferrari         | 19   | +26.868         | 15   |       |
| 15                                                                               | 18  | Lance Stroll     | Aston Martin-Mercedes      | 19   | +29.5232        | 16   |       |
| DNF                                                                              | 27  | Nico Hülkenberg  | Haas-Ferrari               | 11   | Kollisionsskada | 7    |       |
| DNF                                                                              | 31  | Esteban Ocon     | Alpine-Renault             | 10   | Kollision       | 10   |       |
| DNF                                                                              | 11  | Sergio Peréz     | Red Bull Racing-Honda RBPT | 10   | Kollision       | 8    |       |
| DNF                                                                              | 2   | Logan Sargeant   | Williams-Mercedes          | 2    | Snurrade        | 20   |       |
| DNF                                                                              | 40  | Liam Lawson      | AlphaTauri-Honda RBPT      | 0    | Snurrade        | 14   |       |
| Snabbaste varv: Max Verstappen (Red Bull Racing-Honda RBPT) – 1:25.604 (varv 17) |     |                  |                            |      |                 |      |       |
| Källor:                                                                          |     |                  |                            |      |                 |      |       |

Noter
- ^1 – Charles Leclerc gick i mål på sjunde plats men fick en 5 sekunders bestraffning efter sprinten för att ha lämnat banan för många gånger utan anledning.[14]
- ^2 – Lance Stroll gick i mål på trettonde plats men fick en 5 sekunders bestraffning efter sprinten för att ha lämnat banan för många gånger utan anledning.[15]

## Loppet
Loppet kördes klockan 20:00 lokal tid (UTC+03:00) den 8 oktober 2023 och kördes över 57 varv.
| Pos.                                                                               | Nr. | Förare           | Konstruktör                | Varv | Tid/Bröt       | Grid | Poäng |
| ---------------------------------------------------------------------------------- | --- | ---------------- | -------------------------- | ---- | -------------- | ---- | ----- |
| 1                                                                                  | 1   | Max Verstappen   | Red Bull Racing-Honda RBPT | 57   | 1:27:39.168    | 1    | 261   |
| 2                                                                                  | 81  | Oscar Piastri    | McLaren-Mercedes           | 57   | +4.833         | 6    | 18    |
| 3                                                                                  | 4   | Lando Norris     | McLaren-Mercedes           | 57   | +5.969         | 10   | 15    |
| 4                                                                                  | 63  | George Russell   | Mercedes                   | 57   | +34.119        | 2    | 12    |
| 5                                                                                  | 16  | Charles Leclerc  | Ferrari                    | 57   | +38.976        | 5    | 10    |
| 6                                                                                  | 14  | Fernando Alonso  | Aston Martin-Mercedes      | 57   | +49.032        | 4    | 8     |
| 7                                                                                  | 31  | Esteban Ocon     | Alpine-Renault             | 57   | +1:02.390      | 8    | 6     |
| 8                                                                                  | 77  | Valtteri Bottas  | Alfa Romeo-Ferrari         | 57   | +1:06.563      | 9    | 4     |
| 9                                                                                  | 24  | Zhou Guanyu      | Alfa Romeo-Ferrari         | 57   | +1:16.127      | 19   | 2     |
| 10                                                                                 | 11  | Sergio Pérez     | Red Bull Racing-Honda RBPT | 57   | +1:20.1812     | PL   | 1     |
| 11                                                                                 | 18  | Lance Stroll     | Aston Martin-Mercedes      | 57   | +1:21.6523     | 16   |       |
| 12                                                                                 | 10  | Pierre Gasly     | Alpine-Renault             | 57   | +1:22.3004     | 7    |       |
| 13                                                                                 | 23  | Alexander Albon  | Williams-Mercedes          | 57   | +1:31.0145     | 13   |       |
| 14                                                                                 | 20  | Kevin Magnussen  | Haas-Ferrari               | 56   | +1 varv        | 18   |       |
| 15                                                                                 | 22  | Yuki Tsunoda     | AlphaTauri-Honda RBPT      | 56   | +1 varv        | 11   |       |
| 16                                                                                 | 27  | Nico Hülkenberg  | Haas-Ferrari               | 56   | +1 varv        | 126  |       |
| 17                                                                                 | 40  | Liam Lawson      | AlphaTauri-Honda RBPT      | 56   | +1 varv        | 17   |       |
| DNF                                                                                | 2   | Logan Sargeant   | Williams-Mercedes          | 40   | Värmeslag      | 15   |       |
| DNF                                                                                | 44  | Lewis Hamilton   | Mercedes                   | 0    | Kollision      | 3    |       |
| DNS                                                                                | 55  | Carlos Sainz Jr. | Ferrari                    | 0    | Bränsleläckage | —7   |       |
| Snabbaste varvet: Max Verstappen (Red Bull Racing-Honda RBPT) – 1:24.319 (varv 56) |     |                  |                            |      |                |      |       |
| Källor:                                                                            |     |                  |                            |      |                |      |       |

Noter
- ^1 – Inkluderar poäng för snabbaste varv.
- ^2 – Sergio Pérez gick i mål på elfte plats men fick en 5 sekunders bestraffning för att ha varit utanför banan för många gånger utan anledning.[16][17][18]
- ^3 – Lance Stroll gick i mål på nionde plats men fick två 5 sekunders bestraffningar för att ha varit utanför banan för många gånger utan anledning.[19][20]
- ^4 – Pierre Gasly gick i mål på tionde plats men fick två 5 sekunders bestraffningar för att ha varit utanför banan för många gånger utan anledning.[21][22][23]
- ^5 – Alexander Albon fick två 5 sekunders bestraffningar för att ha varit utanför banan för många gånger utan anledning. Hans slutposition ändrades inte.[24][25]
- ^6 – Nico Hülkenberg skulle ha startat på fjortonde plats men startade felaktigt i Carlos Sainzs startruta, eftersom Sainzs startruta stod tom. Hülkenberg fick en 10 sekunders bestraffning för detta och avtjänade den under loppet.[26]
- ^7 – Carlos Sainz kunde inte starta loppet på grund av ett bränsleläckage. Hans plats på griden togs av misstag av Nico Hülkenberg.[26]

## Ställning i mästerskapet efter loppet
| Pos. | Förare           | Poäng |
| ---- | ---------------- | ----- |
| 1 ▬  | Max Verstappen   | 433   |
| 2 ▬  | Sergio Pérez     | 224   |
| 3 ▬  | Lewis Hamilton   | 194   |
| 4 ▬  | Fernando Alonso  | 183   |
| 5 ▬  | Carlos Sainz Jr. | 153   |

| Pos. | Konstruktör           | Poäng |
| ---- | --------------------- | ----- |
| 1 ▬  | Red Bull              | 657   |
| 2 ▬  | Mercedes              | 326   |
| 3 ▬  | Ferrari               | 298   |
| 4 ▬  | Aston Martin-Mercedes | 230   |
| 5 ▬  | McLaren-Mercedes      | 219   |

- Notering: Endast de fem bästa placeringarna i vardera mästerskap finns med på listorna.